# Tobias Schmitz (Eishockeyspieler)
Tobias Schmitz (* 18. Mai 1997 in Krefeld) ist ein deutscher Eishockeyspieler, der seit August 2023 bei den Hannover Indians aus der Oberliga unter Vertrag steht. Zuvor absolvierte der Verteidiger unter anderem 21 Spiele für die Iserlohn Roosters in der Deutschen Eishockey Liga.

## Karriere
Als Vierjähriger stand Tobias Schmitz beim Grefrather EC erstmals auf dem Eis. Über den Krefelder EV kam er 2012 zum Mannheimer ERC, für die er ab der Spielzeit 2013/14 in der Deutschen Nachwuchsliga (DNL) eingesetzt wurde. Mit den Jungadlern wurde er dreimal in Folge Meister in der DNL. Zudem absolvierte er in der Saison 2014/15 seine ersten Profispiele für die Heilbronner Falken in der DEL2. Im Frühjahr 2015 wurde er in die U18-Nationalmannschaft berufen, mit der er an der Weltmeisterschaft in der Schweiz teilnahm.
Im Sommer 2016 wechselte Schmitz in den Herrenbereich und unterzeichnete zunächst einen Vertrag bei den Füchsen Duisburg in der Oberliga. Da er dort nur wenig Spielzeit erhielt, verließ er die Füchse schon im November 2016 wieder und schloss sich in derselben Liga den Saale Bulls Halle an. Nach zwei Jahren bei den Red Bull Hockey Juniors, der zweiten Mannschaft des EC Red Bull Salzburg wurde der Verteidiger im April 2019 von den Iserlohn Roosters aus der Deutschen Eishockey Liga (DEL) verpflichtet. Per Förderlizenz wurde er in der ersten Hälfte der folgenden Saison beim Herner EV in der Oberliga eingesetzt, bevor er in Iserlohn bei 21 DEL-Partien auf dem Eis stand. Im Januar 2020 erzielte er in einem Heimspiel gegen die Straubing Tigers mit einer Torvorlage seinen einzigen Scorerpunkt in der höchsten deutschen Spielklasse. Nachdem er die Saison 2020/21 zunächst erneut in Herne begonnen hatte, wechselte er im Dezember 2020 zu den Bayreuth Tigers in die DEL2.
Seit der Spielzeit 2021/22 ist Schmitz in der Oberliga aktiv. Bei den Crocodiles Hamburg kam er nur zu elf Einsätzen, bevor sein Vertrag Ende Januar 2022 aufgelöst wurde. Er wechselte zu den Moskitos Essen, wo sein Vertrag nach Saisonende um ein weiteres Jahr verlängert wurde. Kurz vor Beginn der Saison 2023/24 gaben dann die Hannover Indians die Verpflichtung des Verteidigers bekannt.

## Erfolge und Auszeichnungen
- 2014 DNL-Meister mit den Jungadler Mannheim
- 2015 DNL-Meister mit den Jungadler Mannheim
- 2016 DNL-Meister mit den Jungadler Mannheim
- 2019 Meister der Alps Hockey League mit den RB Hockey Juniors

## Karrierestatistik
Stand: Ende der Saison 2023/24

### International
Vertrat Deutschland bei:
- U18-Junioren-Weltmeisterschaft 2015

(Legende zur Spielerstatistik: Sp oder GP = absolvierte Spiele; T oder G = erzielte Tore; V oder A = erzielte Assists; Pkt oder Pts = erzielte Scorerpunkte; SM oder PIM = erhaltene Strafminuten; +/− = Plus/Minus-Bilanz; PP = erzielte Überzahltore; SH = erzielte Unterzahltore; GW = erzielte Siegtore; 1 Play-downs/Relegation; Kursiv: Statistik nicht vollständig)